# ミカヅキゼニゴケ
ミカヅキゼニゴケ（Lunularia cruciata）は、ゼニゴケ目の苔類。本種のみでミカヅキゼニゴケ科ミカヅキゼニゴケ属を構成する。属名 (Lunalaria) 及び和名は、葉状体の上に三日月型の無性芽器をもつことに由来する。日本では昭和に入ってから帰化が確認され、服部新佐によってこの和名を与えられた。
ミカズキゼニゴケとも表記する。

## 分布
原産地は地中海沿岸部であるが、移入などによって世界中に分布している。日本でも帰化植物であるほか、オーストラリアでも庭園などに導入されていることが知られている。

## 特徴
半日陰地の湿った土壌の上に生える。葉状体は長さ7-8mmで、その先端に無性芽器をつける。無性芽器の中にある無性芽は雨滴などで散布され、分布を広げる。生殖器官をつけることは稀で、日本に生育している個体は生殖器官を形成しないことが知られている。